# Метрозлы (река)
Метрозлы́ (укр. Метрозли́) — река в Приазовском районе Запорожской области, правый приток реки Корсак (бассейн Азовского моря).

## Описание
Длина реки — 17 км. Уклон — 1,2 ‰. Площадь водосборного бассейна — 345 км².
Берёт начало у села Ивановка Приазовского района и впадает в реку Корсак в 17 км от её устья по правому берегу, у села Владимировка.
Имеет два правых (балка Глубокая и р. Апанлы) и один левый (безымянный) притоки.
У Владимировки река перегорожена земляной дамбой и образует пруд.

## Населённые пункты
Над рекой расположены два села Приазовского района — Воскресенка и Владимировка.